# Persicaria lapathifolia
Persicaria lapathifolia là một loài thực vật có hoa trong họ Rau răm. Loài này được (L.) Delarbre miêu tả khoa học đầu tiên năm 1800.